# Euro Currency Index

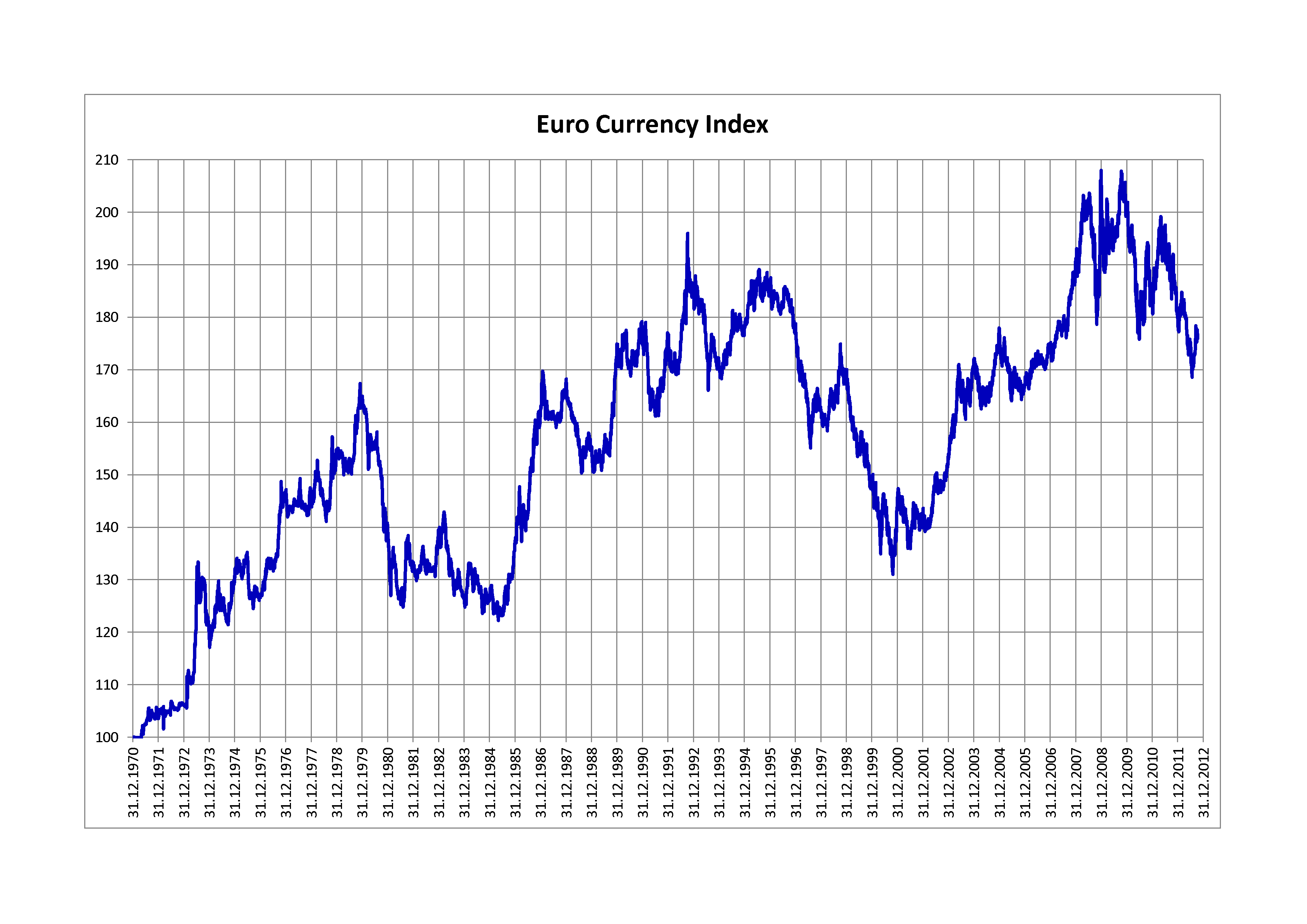
Euro Currency Index 1970–2012

Der Euro Currency Index (EUR_I) ist eine Kennzahl, welche den Wert des Euros mittels eines Währungskorbs aus vier Währungen vergleicht. Der Index ist der arithmetisch gewichtete Durchschnitt im Vergleich zu diesen Währungen.

## Konzept
| Währung           | Code | Gewichtung in % |
| ----------------- | ---- | --------------- |
| US-Dollar         | USD  | 25              |
| Britisches Pfund  | GBP  | 25              |
| Japanischer Yen   | JPY  | 25              |
| Schweizer Franken | CHF  | 25              |

Der Euro Currency Index (EUR_I) stellt das arithmetische Verhältnis von vier Leitwährungen im Vergleich zum Euro dar: US-Dollar, britisches Pfund, japanischer Yen und Schweizer Franken. Alle Währungen werden in den Maßeinheiten der Währung pro Euro ausgedrückt. Der Index wurde 2004 vom Börsenportal Stooq.com lanciert. Basiswert sind 100 Punkte am 4. Januar 1971. Vor Einführung der europäischen Gemeinschaftswährung am 1. Januar 1999 wurde ein Wechselkurs von 1 Euro = 1,95583 Deutsche Mark berechnet.
Anhand des Verlaufs des Euro Currency Index lässt sich die Stärke oder Schwäche des Euros ablesen. Ein steigender Index bedeutet eine Aufwertung des Euros gegenüber den Währungen im Währungskorb, ein fallender Index dagegen eine Abwertung. Zusammenhänge zu Rohstoffindizes sind erkennbar. Ein steigender Euro Currency Index bedeutet tendenziell fallende Rohstoffpreise. Dies gilt insbesondere für die Agrarrohstoffe und den Ölpreis. Selbst die Edelmetallpreise (Goldpreis, Silberpreis) korrelieren mit dem Index.
Vergleichbar mit dem arithmetisch gewichteten Euro Currency Index ist der handelsgewichtete Euro Effective Exchange Rate Index der Europäischen Zentralbank (EZB). Der Index der EZB misst im Vergleich zum  Euro Currency Index viel akkurater den Wert des Euros, da die Gewichtung der EZB die Wettbewerbsfähigkeit europäischer Güter im Vergleich zu anderen Ländern und Handelspartnern stellt.

## Ehemalige Euro Currency Indizes

### Dow Jones & Company
Am 13. September 2005 veröffentlichte Dow Jones & Company zwei Versionen des Index, den Dow Jones Euro Currency Index (DJEURO) und den Dow Jones Euro Currency 5 Index (DJEURO5). Basiswerte waren jeweils 100 Punkte am 31. Dezember 1998.
- Dow Jones Euro Currency Index: Er maß die Änderungen im Wert des Euro gegenüber 10 Währungen: US-Dollar, japanischer Yen, britisches Pfund, Schweizer Franken, russischer Rubel, schwedische Krone, südkoreanischer Won, kanadischer Dollar, Neuer Taiwan-Dollar und australischer Dollar.
- Dow Jones Euro Currency 5 Index: Er war eine Kennzahl, welche den Wert des Euros mittels eines Währungskorbs aus fünf der weltweit liquidesten Währungen verglich: US-Dollar, japanischer Yen, britisches Pfund, Schweizer Franken und australischer Dollar.

Die Berechnung des Dow Jones Euro Currency 5 Index wurde am 29. August 2008 eingestellt (letzter Wert 121,97 Punkte) und die Berechnung des Dow Jones Euro Currency Index am 9. Januar 2009 (letzter Wert 119,41 Punkte).

### New York Board of Trade
Der Euro Currency Index (ECX, auch EURX oder EXY) wurde am 13. Januar 2006 vom New York Board of Trade (NYBOT) lanciert und bis 2001 zurückgerechnet. 2007 übernahm die Intercontinental Exchange (ICE) mit Sitz in Atlanta (USA) das NYBOT und änderte den Namen der Börse in ICE Futures U.S. Der Index war eine Kennzahl, welche den Wert des Euros mittels eines Währungskorbs aus fünf Währungen verglich: US-Dollar (31,55 Prozent), britisches Pfund (30,56 Prozent), japanischer Yen (18,91 Prozent), Schweizer Franken (11,13 Prozent) und schwedische Krone (7,85 Prozent).
Der ECX war der geometrisch gewichtete Durchschnitt im Vergleich zu diesen Währungen. Die Formel für die Berechnung war 34,38805726 multipliziert mit dem Produkt aller Bestandteile im Währungskorb, die zu einer Hochzahl angehoben wurden, die ihrer prozentualen Gewichtung gleich war (ECXt=34,38805726 x (USDt) – 0,3155 x (GBPt)0,3056 x (JPYt) – 0,1891 x (CHFt) 0,1113 x (SEKt) 0,0785).
Das Allzeittief wurde rechnerisch am 6. Juli 2001 mit 83,36 Punkten ermittelt und das Allzeithoch am 14. Juli 2008 mit 123,82 Punkten. Am 20. Mai 2011 beendete die Terminbörse ICE Futures U.S. den Handel von Futures und Optionen auf den Index. Am 28. Juli 2011 wurde auch die Berechnung des ICE Euro Currency Index eingestellt (letzter Wert waren 108,88 Punkte).

## Geschichte

### Historischer Überblick
Der Euro Currency Index startete am 4. Januar 1971 mit 100 Punkten. Vor Einführung der europäischen Gemeinschaftswährung am 1. Januar 1999 wurde ein Wechselkurs von 1 Euro = 1,95583 Deutsche Mark berechnet.
Am 19. April 1971 erzielte der Euro Currency Index rechnerisch mit 99,67 Punkten ein Allzeittief. Bis zum 3. Dezember 1979 stieg der Index um 68,0 Prozent auf 167,43 Punkte. Mit der Abwertung der D-Mark gegenüber den wichtigsten Währungen fiel der Index bis Mitte der 1980er Jahre. Am 3. Mai 1985 stand der Euro Currency Index bei 122,26 Punkten und damit um 27,0 Prozent tiefer. Die Stärke der D-Mark gegenüber nahezu allen Weltwährungen ließ den Index in den folgenden Jahren wieder steigen. Am 5. Oktober 1992 wurde ein Wert von 195,98 Punkten ermittelt. Der Zuwachs seit 1985 betrug 60,3 Prozent. Am 25. Oktober 2000 schloss der Index bei 130,83 Punkten und damit um 33,2 Prozent tiefer.
Im Jahr 2000 begann eine mehrjährige Aufwärtsbewegung des Euro. Am 29. Dezember 2008 markierte der Index mit 209,65 Punkten ein Allzeithoch. Der Gewinn seit 2000 beträgt 60,2 Prozent. Im Verlauf der internationalen Finanzkrise, die im Sommer 2007 in der US-Immobilienkrise ihren Ursprung hatte, begann der Index zu sinken. Am 6. Februar 2009 wurde ein Wert von 187,84 Punkten ermittelt. In den folgenden acht Monaten erholte sich die europäische Gemeinschaftswährung von ihren Tiefstständen. Am 13. Oktober 2009 stieg der Index mit 208,45 Punkten in die Nähe seines historischen Höchststandes.
Eine Haushaltskrise mehrerer Mitgliedstaaten der Eurozone führte 2010 zum Ausbruch der Eurokrise. Besonders betroffen ist dabei Griechenland (siehe Griechische Staatsschuldenkrise ab 2010), aber auch andere Länder wie Irland, Spanien, Italien und Portugal. Die Schwäche des Euros gegenüber nahezu allen Weltwährungen ließ den Index bis zum 29. Juni 2010 auf 175,31 Punkte fallen. In den folgenden Monaten wurde der Europäische Stabilisierungsmechanismus entwickelt, der im Notfall gegenseitige Hilfsmaßnahmen vorsieht, um den Staatsbankrott von Mitgliedstaaten zu vermeiden. Bis zum 4. Mai 2011 stieg der Index auf einen Wert von 200,20 Punkten. Mit der Verschärfung der Staatsschuldenkrise im Euroraum fiel der Euro Currency Index am 24. Juli 2012 mit 168,38 Punkten auf den tiefsten Stand seit dem 29. März 2006. Gegenüber dem Allzeithoch vom 29. Dezember 2008 entspricht das einem Rückgang um 19,7 Prozent.

### Jährliche Entwicklung
Die Tabelle zeigt die jährlichen Höchst-, Tiefst- und Schlussstände des bis 1971 zurückgerechneten Euro Currency Index.
| Jahr  | Höchststand | Tiefststand | Schlussstand |
| ----- | ----------- | ----------- | ------------ |
| 1971  | 105,76      | 99,67       | 103,79       |
| 1972  | 106,91      | 101,56      | 106,28       |
| 1973  | 133,42      | 105,57      | 120,13       |
| 1974  | 130,80      | 117,11      | 130,45       |
| 1975  | 135,29      | 124,48      | 126,66       |
| 1976  | 148,74      | 126,67      | 146,40       |
| 1977  | 149,30      | 141,95      | 146,82       |
| 1978  | 157,31      | 141,08      | 154,70       |
| 1979  | 167,43      | 149,97      | 164,67       |
| 1980  | 165,01      | 137,39      | 137,70       |
| 1981  | 138,94      | 124,77      | 133,45       |
| 1982  | 139,52      | 129,83      | 137,91       |
| 1983  | 142,93      | 126,48      | 127,08       |
| 1984  | 133,20      | 123,55      | 126,24       |
| 1985  | 137,49      | 122,26      | 137,49       |
| 1986  | 162,47      | 137,02      | 162,47       |
| 1987  | 169,77      | 158,97      | 168,30       |
| 1988  | 167,61      | 150,35      | 155,18       |
| 1989  | 174,94      | 150,48      | 174,76       |
| 1990  | 179,22      | 168,80      | 177,45       |
| 1991  | 179,08      | 161,18      | 176,62       |
| 1992  | 195,98      | 169,03      | 183,87       |
| 1993  | 187,92      | 166,07      | 170,41       |
| 1994  | 181,33      | 168,27      | 178,22       |
| 1995  | 189,22      | 177,77      | 184,99       |
| 1996  | 187,67      | 176,47      | 177,83       |
| 1997  | 178,89      | 154,92      | 162,30       |
| 1998  | 175,18      | 158,28      | 168,33       |
| 1999  | 170,77      | 146,99      | 147,23       |
| 2000  | 150,34      | 130,83      | 144,25       |
| 2001  | 147,75      | 135,56      | 141,40       |
| 2002  | 154,17      | 138,90      | 153,79       |
| 2003  | 172,59      | 152,55      | 172,06       |
| 2004  | 178,19      | 162,30      | 177,23       |
| 2005  | 177,49      | 163,65      | 167,23       |
| 2006  | 175,37      | 166,24      | 174,84       |
| 2007  | 191,00      | 171,38      | 189,41       |
| 2008  | 209,65      | 177,50      | 204,78       |
| 2009  | 208,45      | 187,84      | 199,47       |
| 2010  | 202,21      | 175,31      | 186,11       |
| 2011  | 200,24      | 179,67      | 179,89       |
| 2012¹ | 185,17      | 168,38      | 180,38       |

¹ 31. Dezember 2012